# Adelognathus marginellus
Adelognathus marginellus là một loài tò vò trong họ Ichneumonidae.